# Observatori de Reedy Creek
L'Observatori de Reedy Creek és un observatori astronòmic. És el lloc des d'on John Broughton, un astrònom australià, observa objectes pròxims a la Terra. El Codi d'Observatori de la Unió Astronòmica Internacional (UAI) per Reedy Creek és 428. L'observatori es troba a la Gold Coast (Queensland), a Reedy Creek, un suburbi amb el codi postal 4228. Broughton dona la ubicació del seu observatori com:
- Longitud (est +ve): +153 23' 49"
- Latitud (sud -ve): -28 06' 36"
- Altitud sobre el nivell del mar: 66 metres